# Reithalle

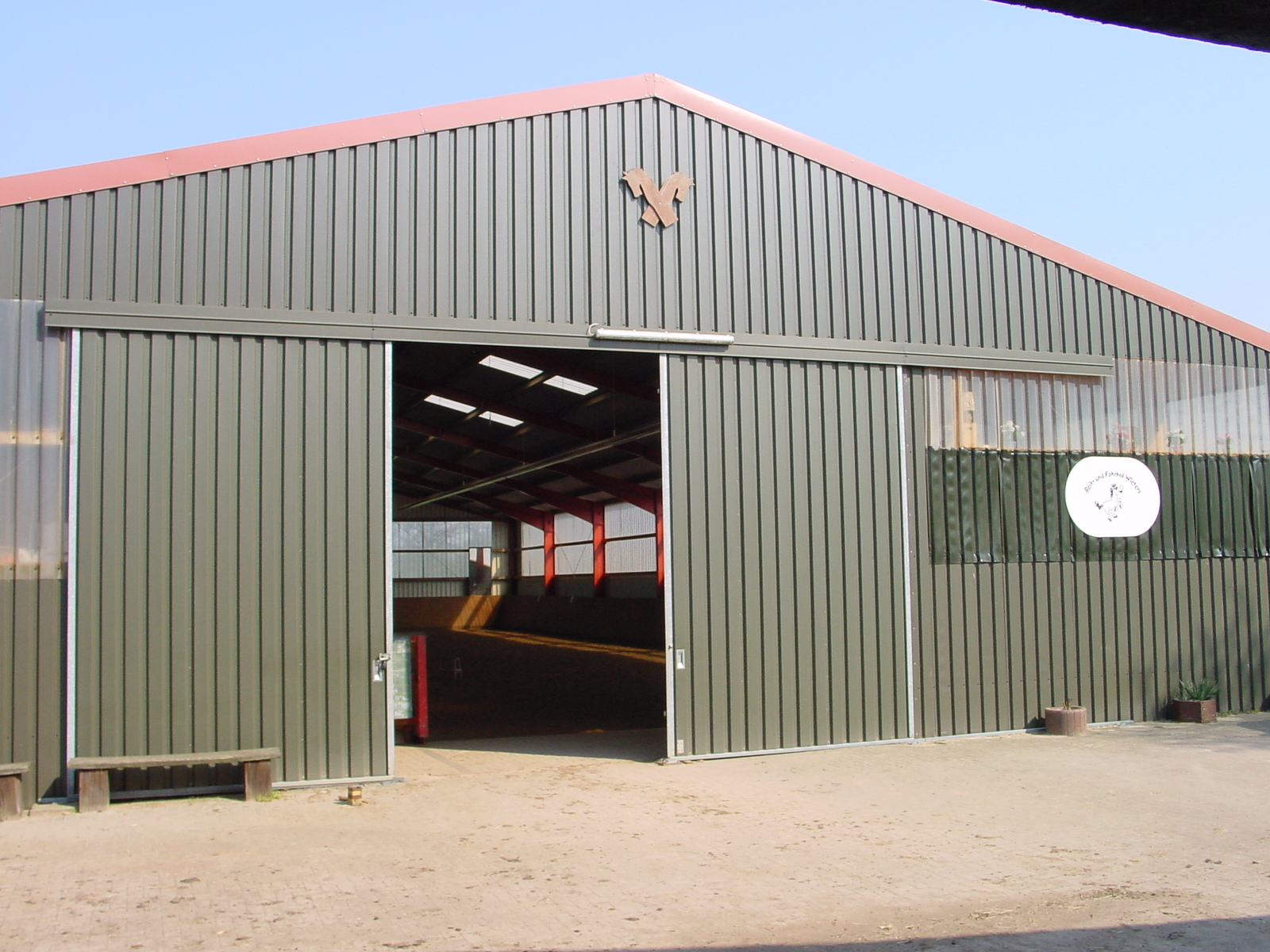
Außenansicht einer Reithalle moderner Leichtbauweise

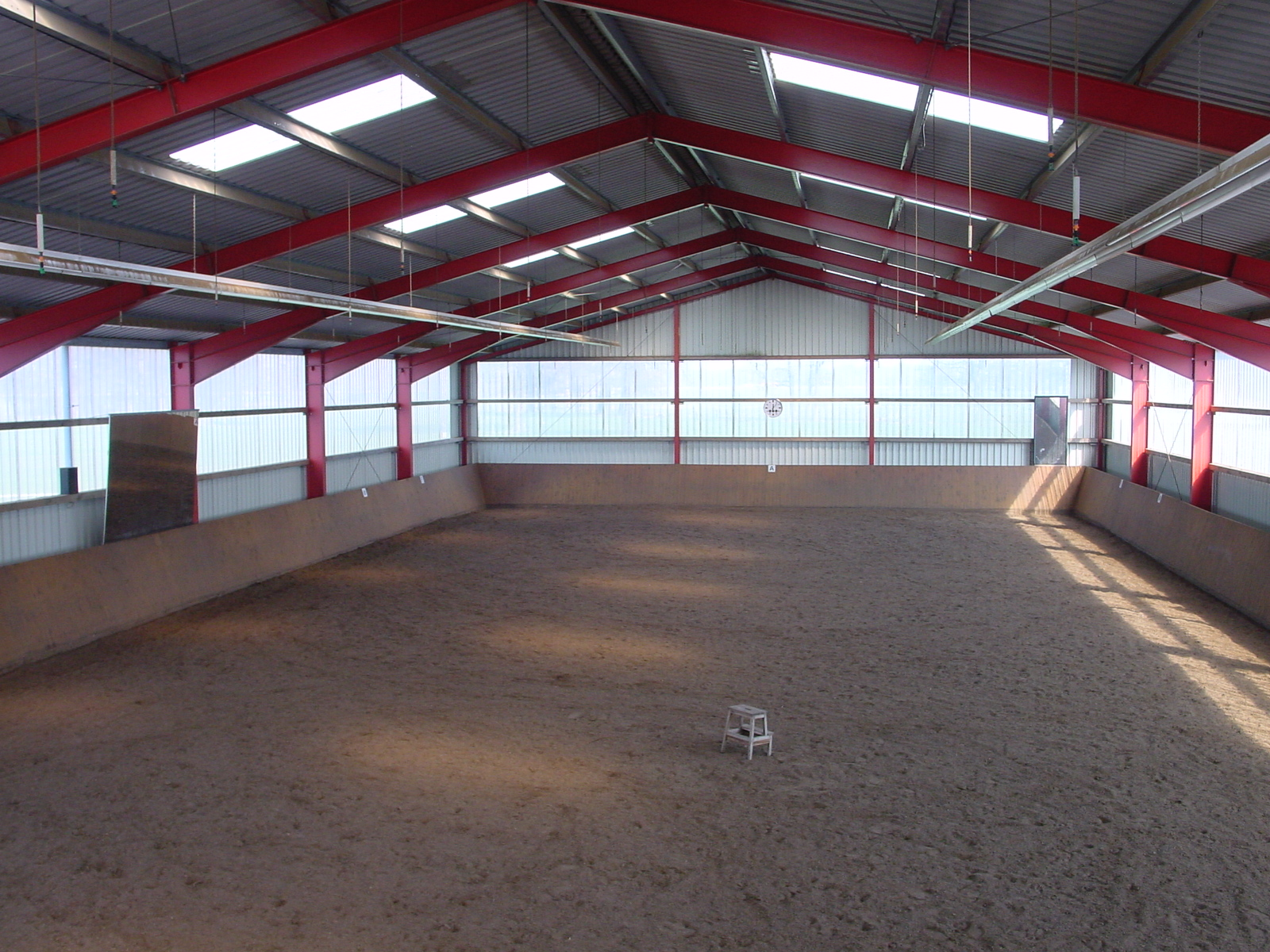
Innenansicht einer Reithalle mit Reithallenberegnung

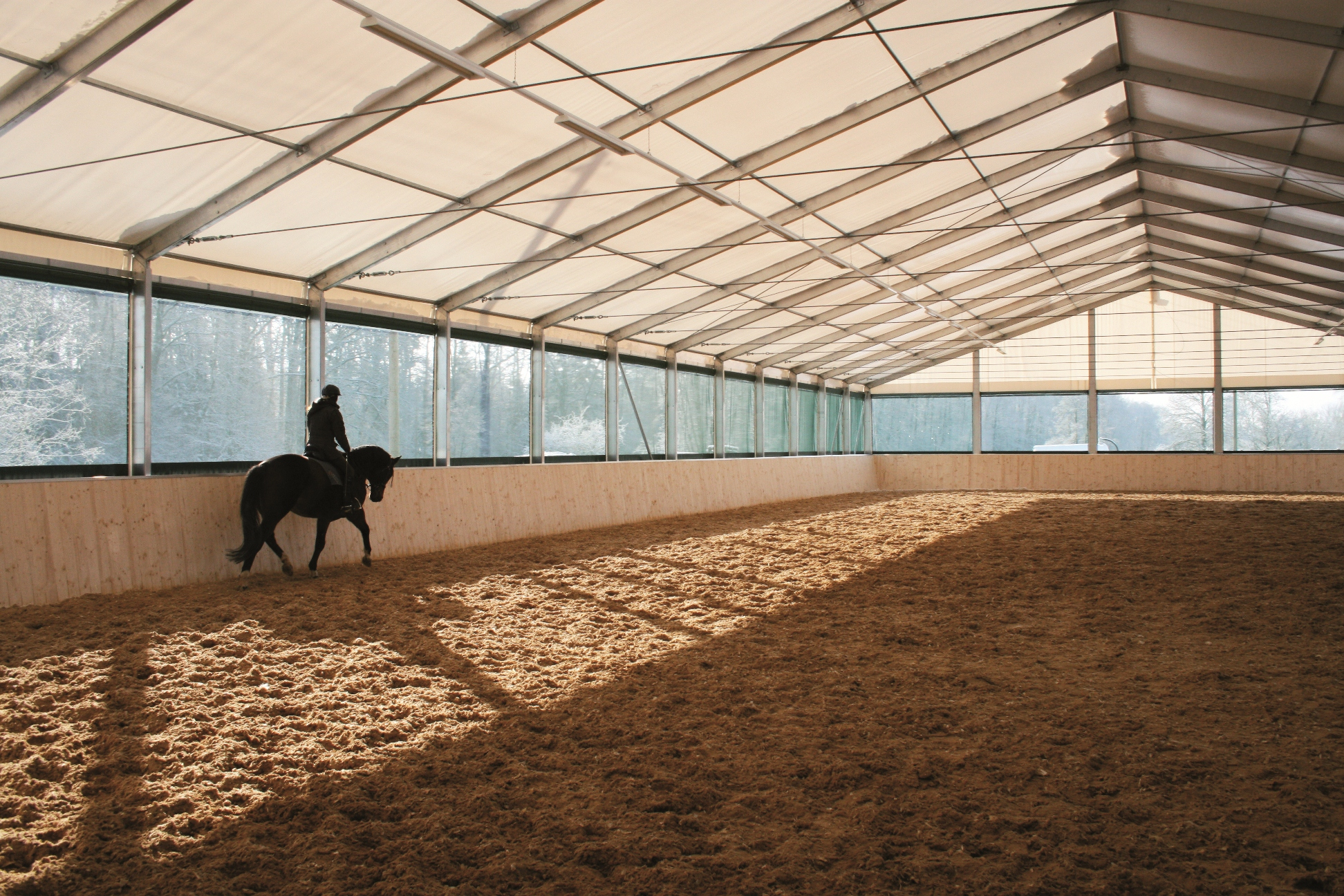
Textile Reithalle

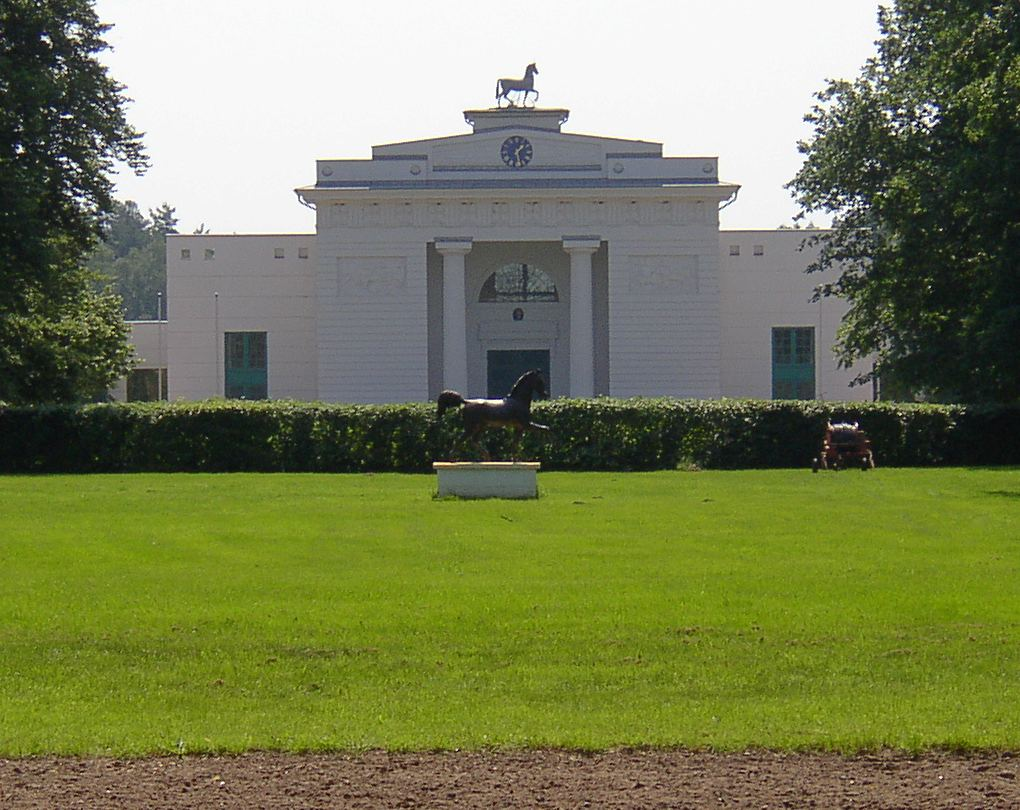
Reithalle des Landgestüts Redefin

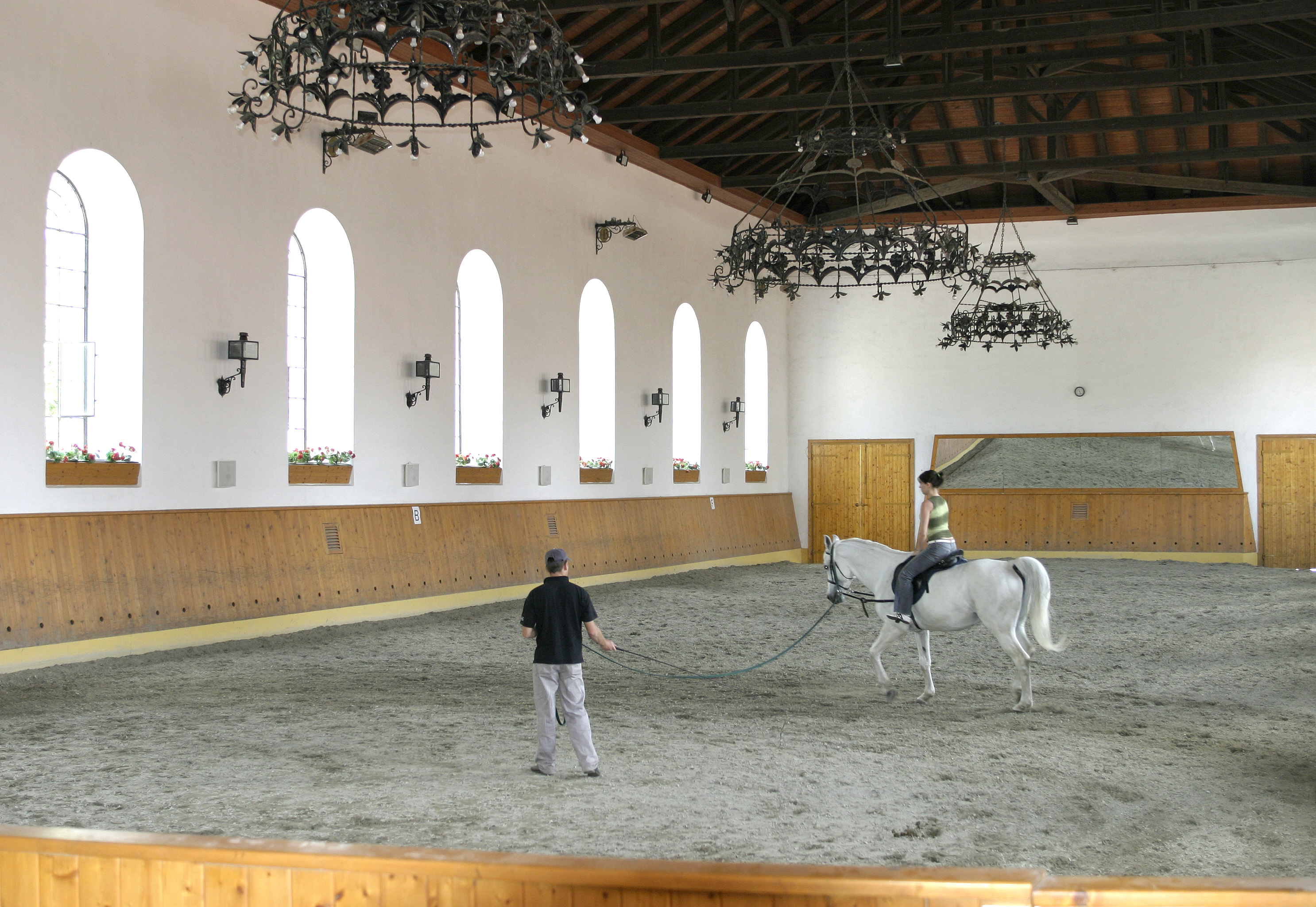
Reithalle des Nationalgestüts Bábolna in Ungarn

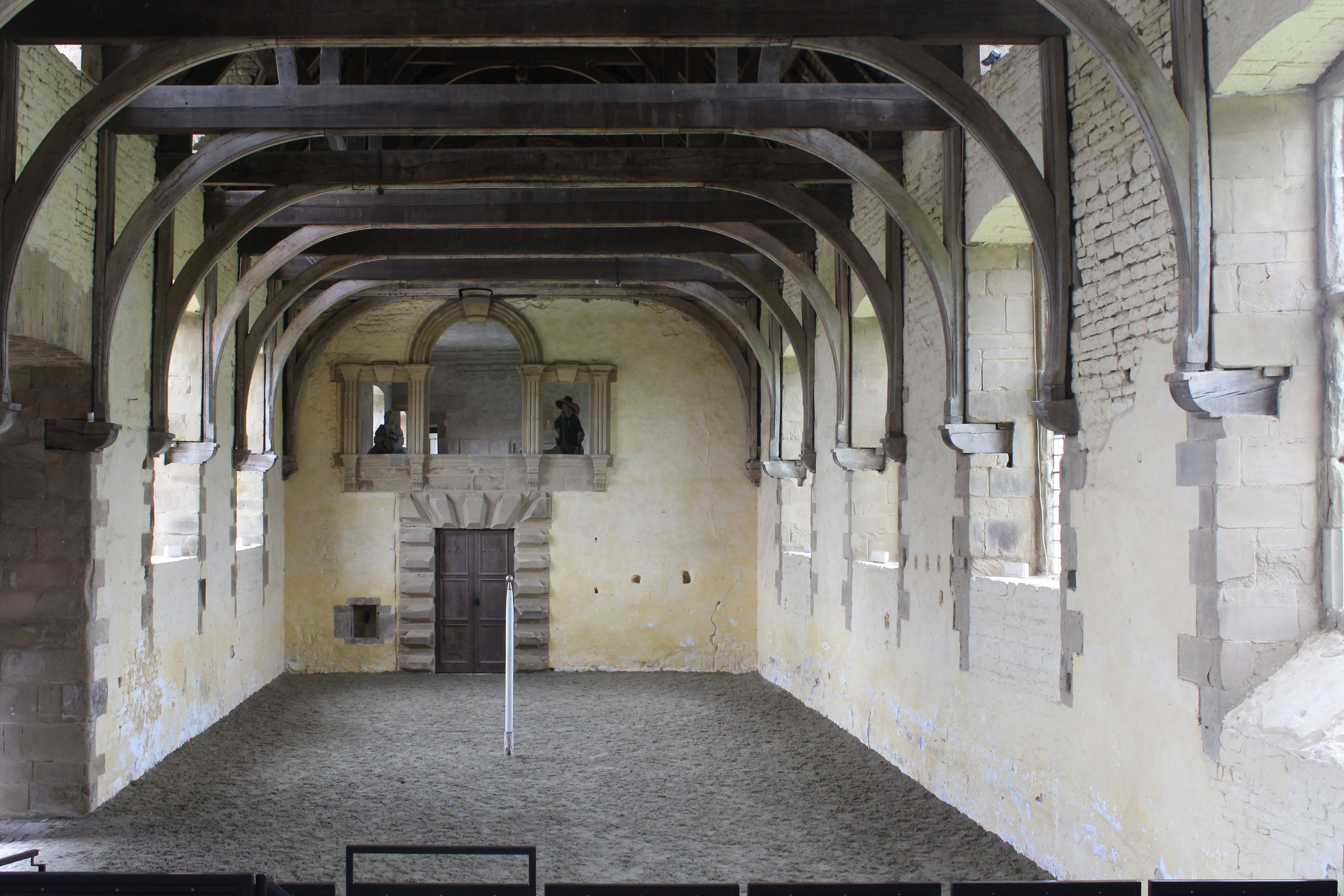
Reithalle aus dem 17. Jahrhundert, Bolsover Castle, England

Eine Reithalle bezeichnet ein Gebäude (ein Teil einer Pferdesportanlage), das speziell für den Reitsport konzipiert ist.

## Architektur
Reithallen werden unter Berücksichtigung folgender Kriterien entworfen und konstruiert:
- Die Reitbahn muss möglichst groß sein (wobei für dressurmäßige Arbeit kleinere Hallen den Vorteil bieten, die Pferde mehr biegen zu müssen).
- In der Reitbahnfläche dürfen keine tragenden Stützen stehen, was innerhalb der Baugeschichte, insbesondere im 18. und 19. Jahrhundert, zu besonderen weitgespannten Dachkonstruktionen führte, die bautechnikgeschichtlich von hohem Interesse sind.
- Die Halle muss hohe, breite und leicht zu öffnende Tore haben, wobei die Öffnung der Tore oder der Bande nach Möglichkeit nicht in die Halle hineingehen sollten.
- Der Einfall von Tageslicht sollte großflächig und auch von oben erfolgen.

Reithallen dienen der wetterunabhängigen Bewegungsmöglichkeit für Reiter und Pferde. Die gängigsten Baukonstruktionen sind: Holzleimbinder auf Holz- oder Stahlträgern, Stahlbinder oder Fachwerkbinder, ausgemauert oder mit Trapezblech/Sandwichelementen verkleidet. Oft findet man auch an die Halle angeschleppte Boxenställe. Zunehmend werden auch Reitzelte errichtet. Diese textilen Bauwerke bestehen in der Regel aus einer Aluminium-Konstruktion und einem hochfesten PVC-beschichteten Planendach sowie Windschutznetzen in den Wänden.
Die Errichtung von Reithallen ist im deutschen Sprachraum baugenehmigungspflichtig.

## Sonstiges
Reithallen sind in aller Regel ungeheizt, da dies für die Pferde gesünder ist, und haben meist Turniermaße von 20 m × 60 m oder von 20 m × 40 m und 25 m × 65 m.
Von großer Bedeutung ist in Reithallen die Bodenqualität. Ein guter Reitboden braucht eine gleichmäßige Befeuchtung zur Staubbindung, Pflege des Reitbodens und Erhaltung der Reitbarkeit, welche durch eine automatische Reitbodenberegnung – Bewässerung von oben – oder durch eine regulierbare Flutung – Bewässerung von unten, sogenannte Ebbe-Flut-Systeme – gewährleistet werden kann.
Besonderes Augenmerk sollte auf die Beleuchtung gelegt werden. Das Hell-Dunkel-Empfinden der Pferde macht eine gleichmäßige Ausleuchtung notwendig. Kunstlicht sollte blendfrei und diffus erzeugt werden, und die Lichtstärke sollte je nach Reitdisziplin regulierbar sein.

## Hallen für besondere Zwecke

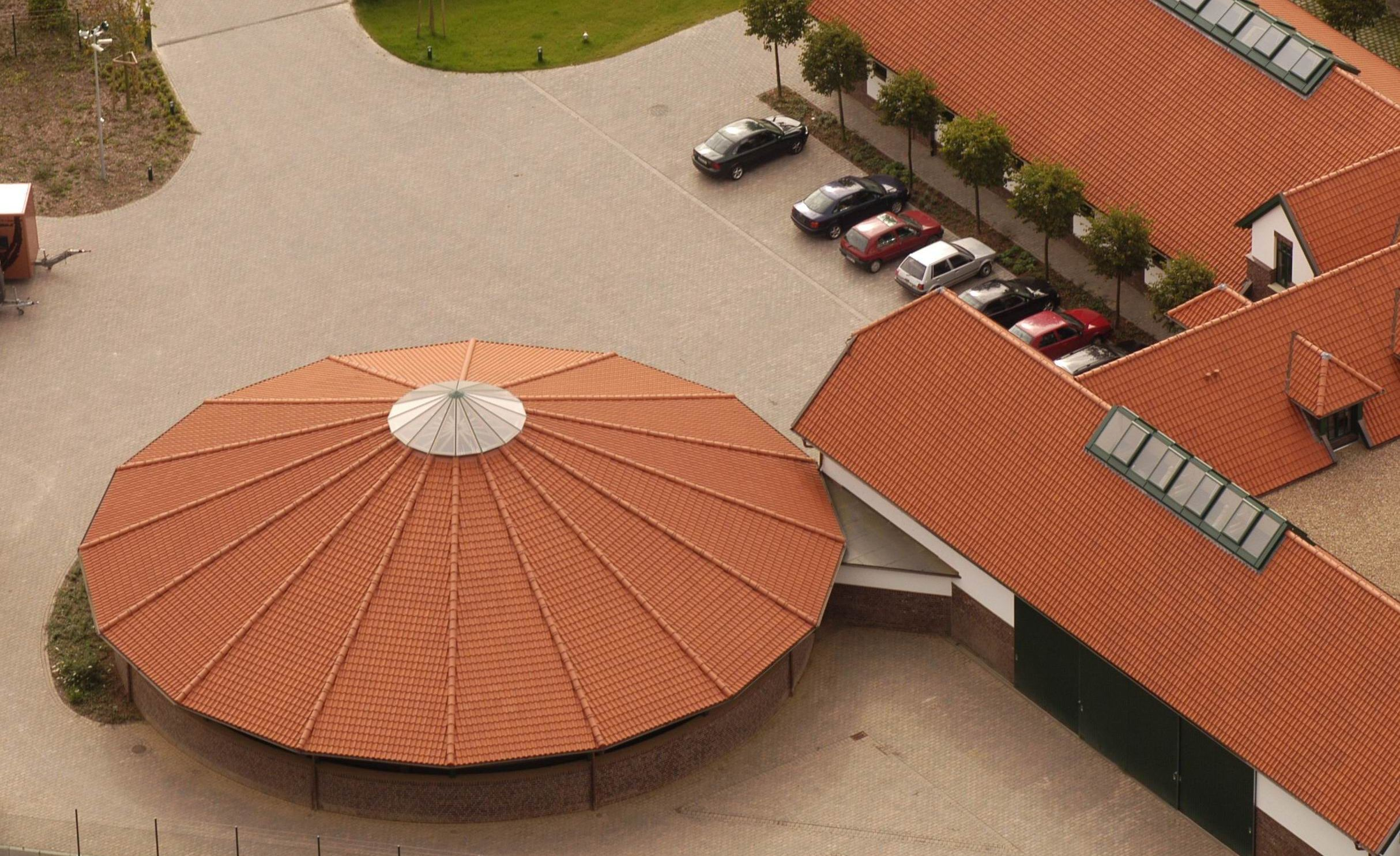
Longierhalle im Landkreis Syke

Eine Longierhalle ist eine kleinere Halle zum Longieren von Pferden. Die meisten Longierhallen sind rund gebaut und haben Durchmesser von 16–24 m. Eckige Modelle haben Vorteile bei den Baukosten und gestatten den Pferden eine bessere räumliche Orientierung. Longierhallen sind genehmigungspflichtige Bauwerke.

## Bekannte historische Reithallen
- ca. 1690: Reithalle der Prager Burg
- 1729–1735: Spanische Hofreitschule, Wien (Winterreitschule)
- 1734–1736: Universitätsreitstall Göttingen
- 1817–1822: Marstall München (vormalige Reithalle)
- 1820–1823: Reithalle des Landgestüts Redefin[1]
- 1838–1842: Reithalle des Landgestüts Celle[2]
- 1862: Reithalle (Albertovec)
- 1876: Königliche Reithalle, Hannover
- 1852: Coburger Reithalle
- 1863: Rythalle Solothurn
- 1894: Reithalle München (heute Utopia Halle)
- 1895–1897: Kulturzentrum Reithalle, Bern
- 1904: Reithalle in der ehemaligen Telegrafenkaserne Karlsruhe, heute Egon von Neindorff-Stiftung
- 1927: Universitätsreitschule München